# Теттл (Каліфорнія)
Теттл (англ. Tuttle) — переписна місцевість (CDP) в США, в окрузі Мерсед штату Каліфорнія. Населення — 102 особи (2020).

## Географія
Теттл розташований за координатами 37°17′47″ пн. ш. 120°22′44″ зх. д. / 37.29639° пн. ш. 120.37889° зх. д. (37.296508, -120.378867).  За даними Бюро перепису населення США в 2010 році переписна місцевість мала площу 4,56 км², уся площа — суходіл.

## Демографія
Згідно з переписом 2010 року, у переписній місцевості мешкали 103 особи в 35 домогосподарствах у складі 28 родин. Густота населення становила 23 особи/км².  Було 39 помешкань (9/км²).
Расовий склад населення:
| - 74,8 % — білих - 5,8 % — чорних або афроамериканців - 5,8 % — азіатів - 8,7 % — осіб інших рас |

До двох чи більше рас належало 4,9 %. Частка іспаномовних становила 30,1 % від усіх жителів.
За віковим діапазоном населення розподілялося таким чином: 20,4 % — особи молодші 18 років, 62,1 % — особи у віці 18—64 років, 17,5 % — особи у віці 65 років та старші. Медіана віку мешканця становила 43,5 року. На 100 осіб жіночої статі у переписній місцевості припадало 128,9 чоловіків;  на 100 жінок у віці від 18 років та старших — 134,3 чоловіків також старших 18 років.
Цивільне працевлаштоване населення становило 0 осіб. 